# 遊戲學校
遊戲學校，遊戲設計學校或遊戲科班是培育綜合的電子遊戲產業所需人才的教育機構泛稱。
遊戲製作有許多分門別類，以下列出主要的：
- 遊戲設計
- 遊戲計劃
- 程式設計
- 角色設計
- 美術設計

通常能提供一個以上領域人才的教育機構，更適合稱為遊戲學校。大部分是私立學校。

## 例子
以下是一些教育機構的例子：
- 西木学院（英语：Westwood College）
- 艺术学院
- 代代木動畫學院